# Feliciano Antonio Chiclana
Feliciano Antonio Chiclana (Buenos Aires, Gobernación del Río de la Plata; 9 de junio de 1761-Buenos Aires, Argentina; 17 de septiembre de 1826) fue un abogado, militar y jurisconsulto argentino.

## Biografía
Feliciano Antonio Chiclana nació en Buenos Aires el 9 de junio de 1761. Estudió en el Real Colegio de San Carlos. En 1783 se graduó de abogado en la Real Universidad de San Felipe, de la Gobernación de Chile.
Volvió a Buenos Aires y en 1791 pasó a ser secretario del alcalde de primer voto del Cabildo de Buenos Aires. 
El 20 de mayo de 1799, Cornelio Saavedra, como síndico procurador, entregó al Cabildo un Dictamen rechazando la agremiación de los zapateros. Este oficio fue considerado por los historiadores Ricardo Levene y Enrique M. Barba como "página admirable", un escrito anunciador de la Revolución [...], "alegato más brillante y conceptuoso que se conoce en el Río de la Plata". Pero el autor no fue Saavedra sino  Chiclana. A su vez el mérito de este consistió en "inspirarse" en Gaspar Melchor de Jovellanos, además de haber plagiado al intelectual vasco Valentín de Foronda, quien, a su vez, había tenido por fuente los textos del Edicto de Luis XVI de Francia sobre la supresión de gremios redactado por Anne Turgot en febrero de 1776. En esa época, Saavedra trabajaba como escribiente en el bufete de Chiclana.
Durante las Invasiones inglesas luchó como capitán del Regimiento de Patricios. Cuando en 1807 fue confirmado Santiago de Liniers como nuevo Virrey, acompañó su nombramiento. El 1 de enero de 1809 cuando se produjo el movimiento para derrocar a Liniers, acompañó a Cornelio Saavedra en su entrada en el Fuerte para impedir la dimisión; Liniers acababa de firmar su renuncia y la sostenía en sus manos, ocasión que aprovechó Chiclana para arrebatársela y romperla en pedazos.
En 1810, participó en el planeamiento de la Revolución de Mayo siendo asesor legal del Cabildo. Formó parte del grupo moderado que quería que el cabildo asumiera el gobierno hasta poder restituírselo a la Corona española. En el cabildo abierto del 22 de mayo votó por el cese del virrey Baltasar Hidalgo de Cisneros.
La Primera Junta lo nombró auditor del Ejército Auxiliar del Perú y le otorgó el grado de coronel. Aunque sufrió el infortunio de la pérdida de su antiguo jefe y amigo, Liniers, arcabuceado por orden de la Junta en Cabeza de Tigre.
En agosto de 1810 fue nombrado gobernador intendente de la Intendencia de Salta del Tucumán, jurisdicción que entonces abarcaba también a la provincia de Jujuy. En noviembre de 1810 recibió órdenes de Buenos Aires de dejar ese cargo para ocupar el de gobernador de la Intendencia de Potosí. Dispuso que Salta nombrara su diputado ante el gobierno de las Provincias Unidas del Río de la Plata, cargo en el que fue elegido el doctor Francisco de Gurruchaga.
Al volver a Buenos Aires, el 23 de septiembre de 1811 fue nombrado como uno de los tres triunviros que integró el Primer Triunvirato, junto a Juan José Paso y Manuel de Sarratea, institución ejecutiva del gobierno de las Provincias Unidas que se creó en reemplazo de la Junta Grande. El Primer Triuvirato fue derrocado por la Revolución del 8 de octubre de 1812 comandada por José de San Martín, la Logia Lautaro y la Sociedad Patriótica, quienes estaban a favor de la declaración de la Independencia Argentina, del plan continental y de la organización del Ejército de los Andes.
El 13 de septiembre de ese mismo año ocupó por segunda vez el cargo de gobernador intendente de Salta, donde trabajó en favor del general Manuel Belgrano, quien comandaba el Ejército del Norte en la Segunda expedición auxiliadora al Alto Perú. Mantuvo ese cargo hasta el 26 de octubre de 1813, cuando fue sucedido por Rudecindo Alvarado. 
Entre 1814 y 1816 estuvo a cargo de la provisión de víveres del Ejército Auxiliar del Perú; y en ese último año regresó a Buenos Aires. 
En 1817 se opuso al director supremo Juan Martín de Pueyrredón, lo que motivó que fuera desterrado, exiliándose en Baltimore, Estados Unidos. 
Pudo regresar a la Argentina en 1818, pero fue desterrado a Mendoza. Sin embargo, debido a que estaba muy enfermo no llegó a dicha provincia. En 1819, repuesto en su cargo de coronel, cumplió la que fue su última misión: negociar la paz con los indios ranqueles, con los que firmó un tratado.
En 1822 se retiró del ejército.
Murió en Buenos Aires en septiembre de 1826. Sus restos mortales descansan en el Cementerio de la Recoleta de la Ciudad de Buenos Aires.